# Bogis-Bossey
Bogis-Bossey je obec na jihozápadě Švýcarska v kantonu Vaud. Žije zde 888 obyvatel.

## Geografie
Obec leží 6 km vzdušnou čarou jihozápadně od okresního města Nyon. Bogis leží v nadmořské výšce 468 m n. m. na východním okraji údolí řeky Versoix, na potoce Greny, zatímco Bossey leží v nadmořské výšce 441 m n. m. na hřebeni, který doprovází Ženevské jezero na jeho západní straně.
Území obce o rozloze 2,4 km² se rozkládá na malém úseku hřebene mezi řekou Versoix na západě a Ženevským jezerem na východě. Nejvyšší bod Bogis-Bossey je ve výšce 475 m n. m. Západní hranici tvoří tok řeky Versoix, která protéká částečně bažinatým údolím (Les Bidonnes). U Bogis je část vody z Versoix odváděna a odváděna přes Bogis do potoků Greny a Le Brassu, které se vlévají přímo do Ženevského jezera. V roce 1997 bylo 12 % rozlohy obce pokryto zastavěnou plochou, 27 % lesy a lesními porosty, 59 % zemědělstvím a necelá 2 % neproduktivní půdou.
Obec Bogis-Bossey se skládá z hlavní obce Bogis a vesnice Bossey a několika jednotlivých farem. Sousedními obcemi Bogis-Bossey jsou Crassier, Founex a Chavannes-de-Bogis v kantonu Vaud, Céligny v kantonu Ženeva a Divonne-les-Bains v sousední Francii.

## Historie
První písemná zmínka o Bogisu pochází z roku 1135 ve slovním spojení Bittgeium ad pontetulum. Později se objevily názvy Bugeium (1166), Buggeium (1197), Boggie (1251), Bogie (1320), Bogiez a Bogier (1401) a Bogies (1686). Bossey bylo poprvé zmíněno jako Bossye v roce 1178. Od 12. století patřily Bogis a Bossey cisterciáckému opatství Bonmont. Po dobytí Vaudu Bernem v roce 1536 přešly vesnice pod správu nyonského panství. V roce 1542 byly sloučeny do malého samostatného panství. Když byl Bonmont v roce 1711 oddělen od Nyonu, byl Bogis-Bossey sídlem kastelána panství Bonmont. Po pádu Staré konfederace patřilo Bogis-Bossey v letech 1798–1803 v období Helvétské republiky ke kantonu Léman, který byl poté, když vstoupila v platnost Ústava o zprostředkování, sloučen s kantonem Vaud.

## Obyvatelstvo
| Rok            | 1850 | 1880 | 1900 | 1910 | 1930 | 1950 | 1960 | 1970 | 1980 | 1990 | 2000 |
| Počet obyvatel | 131  | 151  | 147  | 131  | 125  | 123  | 192  | 130  | 187  | 736  | 847  |

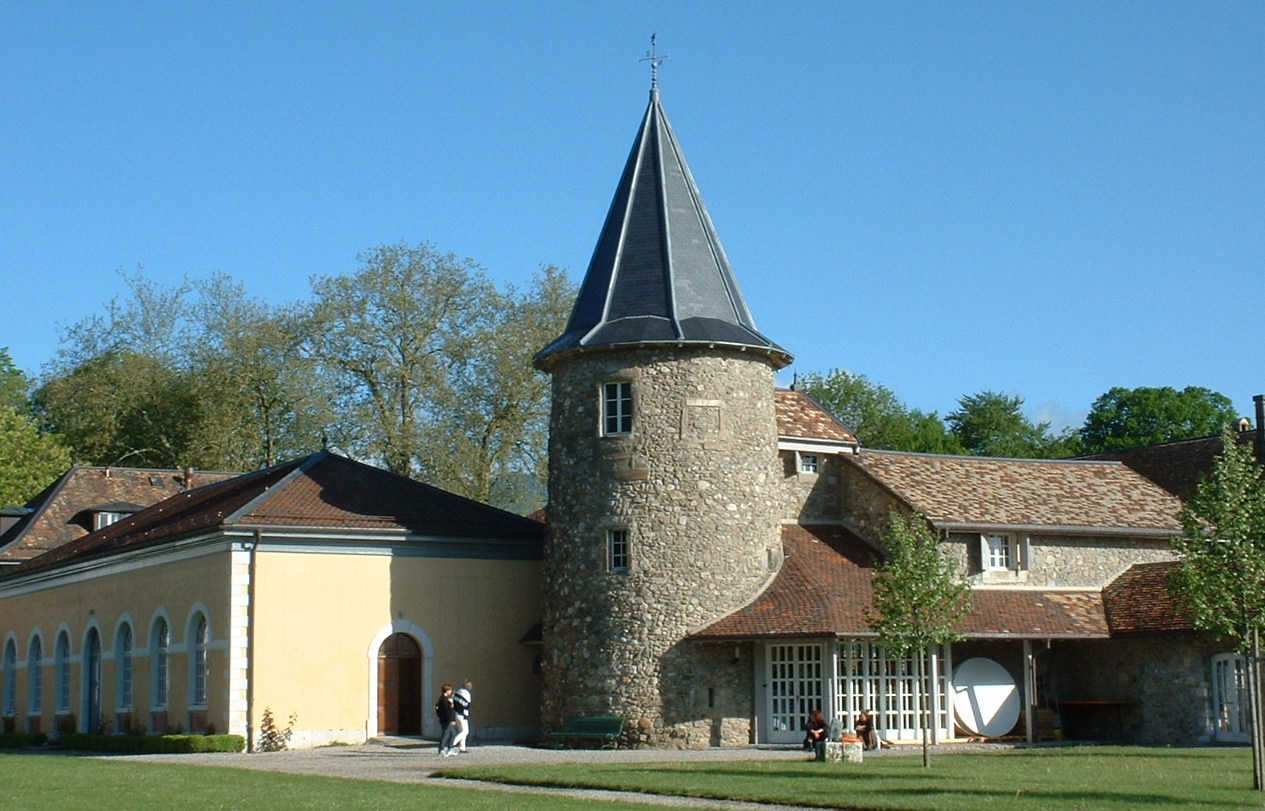
Zámek Château de Bossey

Z celkového počtu obyvatel je 66,2 % francouzsky mluvících, 17,2 % anglicky mluvících a 7,7 % německy mluvících (stav v roce 2000). Ve druhé polovině 20. století začal značný populační růst, kdy se během několika desetiletí počet obyvatel zvýšil na téměř pětinásobek.

## Hospodářství
Až do druhé poloviny 20. století byla Bogis-Bossey vesnicí, která se vyznačovala především zemědělstvím. Na svazích pod Bossey se pěstuje vinná réva, jinak převažuje orná půda. Další pracovní příležitosti jsou k dispozici v místních malých podnicích a ve službách. V posledních desetiletích se Bogis-Bossey vyvinula v rezidenční obec. Většinu pracovní síly tvoří lidé dojíždějící za prací (asi 85 %), kteří pracují převážně v Ženevě.

## Doprava
Přestože se obec nachází mimo hlavní dopravní tepny, má dobré dopravní spojení. Bogis leží na kantonální silnici z Chavannes-de-Bogis do Crassier. Dálniční křižovatka Coppet na dálnici A1 (Ženeva–Lausanne), která prochází obcí, je vzdálena asi 2 km od obce. Bogis je napojen na síť veřejné dopravy prostřednictvím autobusové linky Postbusu z Nyonu do Coppet.